# Top of mind
Top of mind, enkelt översatt till svenska "först i åtanke". Begreppet är ett som används inom marknadsföring. Varumärket som är top of mind är det första som kommer upp när en konsument blir tillfrågad om en produkt inom en viss bransch. Det är ett sätt att mäta hur varumärken rangordnas hos konsumenter. Exempelvis kan Coca Cola komma upp först om branschen är läskedryck, då blir Coca cola top of mind inom läsedrycks-branschen. Andelen av top of mind står ofta i relation till marknadsandelar för en viss produkt. Top of mind begreppet kan förknippas med begreppet Brand Awareness